# Lidečko
Lidečko (in tedesco Lideczko) è un comune della Repubblica Ceca facente parte del distretto di Vsetín, nella regione di Zlín.